# The Sea of Trees (película)
The Sea of Trees es una película estadounidense del género drama y misterio, dirigida por Gus Van Sant y escrita por Chris Sparling. Los protagonistas son: Matthew McConaughey, Ken Watanabe, Naomi Watts, Katie Aselton y Jordán Gavaris.
La película es sobre un hombre estadounidense quien intentó suicidarse en el "Bosque del Suicidio", en donde conoció a un hombre japonés que iba por la misma razón. El rodaje comenzó el 28 de julio de 2014, en Foxborough, Massachusetts, con la producción mudándose a Japón en septiembre del mismo año.

## Argumento
La historia sobre un hombre estadounidense que viaja al "Bosque del Suicidio" para terminar con su vida, en la base del Monte Fuji en Japón, el sitio de numerosos suicidios. Allí se encuentra con un hombre japonés, que quiere también suicidarse, entonces ambos hombres comienzan un viaje de autorreflexión y de supervivencia.

## Reparto
- Matthew McConaughey como Arthur Brennan.[3]
- Ken Watanabe como Takumi Nakamura.[2]
- Naomi Watts como Joan Brennan.[1]
- Katie Aselton[4]
- Jordan Gavaris[5]

## Producción
El 5 de diciembre de 2013, se anunció que Gus Van Sant dirigiría una película de drama y suicidio "The Sea of Trees" sobre el "Bosque del Suicidio" (Aokigahara) en Japón, basada en el guion de Chris Sparling. Ken Watanabe se unió a la película en un rol principal, producida por Gil Netter a través de Netter Productions. El 4 de febrero de 2014, Matthew McConaughey se unió al reparto de la película en el rol principal. El 13 de mayo, se anunció que Ken Kao financiaría la película a través de Waypoint Entertainment. El 15 de mayo, Naomi Watts también se unió al reparto en el personaje principal femenino. La distribución internacional de la película fue vendida a diferentes compañías para el Festival de Cine de Cannes 2014, el cual incluye a Entertainment One para manejar los derechos del Reino Unido, Australia y Nueva Zelanda y Sony Pictures Worldwide Acquisitions para manejar a Europa del Este, América Latina y los países escandinavos. El 15 de agosto Katie Aselton, se unió al reparto para interpretar a una mujer que tiene un romance con el personaje de Mcconaughey. El 11 de septiembre, una primera imagen oficial fue revelada. El  30 de septiembre se anunció que Jordan Garvaris también se añadiría al reparto.

### Filmación
El 15 de mayo de 2014, McConaughey y el director Van Sant hablaron sobre la próxima película que se programa oficialmente para grabar el 15 de julio, Van Sant dijo: "Mis últimos sentimientos con respecto a Japón no es tratar de ofender a dicho país, es demasiado difícil. Probablemente vaya al noroeste de los Estados Unidos, donde la situación es similar a la de Japón". El rodaje comenzó el 28 de julio de 2014, en Foxborough, Massachusetts. La producción filmó en lo profundo del bosque F.Gilbert Hills State Forest, donde también estaban usando la sala de recreación y la capilla de Cocasset River Recreation Área, que se programó para volver alquilar el  14 de agosto. El publicista Gregg Briilliant dijo:"Los cineastas vieron una media docena de lugares en todo el país y decidieron optar por Japón y el Noroeste de Estados Unidos, y parte de Massachusetts. Es un lugar hermoso". El rodaje se estableció en Massachusetts hasta septiembre, seguido después se mudó a Japón. El rodaje volvió en marcha el  30 de septiembre de 2014 en Massachusetts y Japón, la posproducción comenzó en Los Ángeles.

## Recepción crítica
La película tuvo un estreno en el Festival de Cine de Cannes de 2015, en donde compitió en la sección oficial por la Palma de Oro. Al finalizar su exhibición la película recibió abucheos y malas críticas por parte del público en el Festival. 
| País                      | Medio / Autor(a)                     | Crítica | Tendencia        |
| ------------------------- | ------------------------------------ | --- | ---------------- |
| Bandera de Estados Unidos | Indiewire Eric Kohn                  | «"Ni siquiera Matthew McConaughey puede sostener esta historia pastelosa y amateur (...) El talento (...) del director y del protagonista sólo sirven para magnificar los muchos movimientos equivocados de este impresionante fracaso."»                                  | Crítica negativa |
| Bandera de Estados Unidos | Variety Justin Chang                 | «"Este drama ridículamente lleno de palabrería es sobre todo un profundo insulto cultural (...) dando a su co-protagonista Ken Watanabe poco que hacer aparte de gemir de dolor, murmurar crípticamente, y generalmente tratan de actuar."»                                | Crítica negativa |
| Bandera del Reino Unido   | Telegraph Tim Robey                  | «"Van Sant quería estudiar a un hombre ahogado en la tristeza y guiarlo hacia la luz. Pero la guía que recibe es falsa y forzada (...) Toda la película necesita ser cercada con un cordón de seguridad y señales de 'Manténgase alejado'. (...) Puntuación: ** (sobre 5)» | Crítica negativa |
| Bandera de Estados Unidos | The Hollywood Reporter Todd McCarthy | «"Un océano de banalidad (...) lamentablemente sentimental y sensiblero."» | Crítica negativa |
| Bandera del Reino Unido   | The Guardian Peter Bradshaw          | «"'The Sea Of Trees' es una película exasperantemente superficial sobre un tema importante y angustiosamente doloroso: la depresión y el suicidio. (...) Puntuación: * (sobre 5)"»                                                                                         | Crítica negativa |
| Bandera de España         | El Mundo Luis Martínez               | «"Un guión pavorosamente malo, terriblemente convencional. Cuando no, simplemente estúpido. (...) a medio camino entre el espiritualismo de garrafa y una clase de yoga impartida por un mono."»                                                                           | Crítica negativa |